# Берёзовка (Красноперекопский район)
Берёзовка (до 1948 г. Берды́-Була́т Неме́цкий; укр. Березівка, крымскотат. Nemse Berdi Bolat, Немсе Берди Болат) — исчезнувшее село в Красноперекопском районе Республики Крым, располагавшееся в центре района, в степном Крыму, в междуречье Чатырлыка и Воронцовка, недалеко от берега Каркинитского залива, примерно в 2,5 километрах к север-востоку от современного села Воронцовка.

## История
Судя по доступным источникам, селение, впоследствии фигурировавшее, как Берды-Булат немецкий, было основано в начале XX века и впервые в исторических документах встречается в Статистическом справочнике Таврической губернии 1915 года, согласно которому в деревне Берды-Булат (Какуватского, Кожевниковых и Мансурского) Воинской волости Перекопского уезда числилось 9 дворов со смешанным населением в количестве 65 человек приписных жителей и 8 — «посторонних», из которых 36 мужчин и 37 женщин. Жители владели 297 десятинами удобной земли. В хозяйствах имелось 30 лошадей.
После установления в Крыму Советской власти, по постановлению Крымревкома от 8 января 1921 года № 206 «Об изменении административных границ» была упразднена волостная система, Перекопский уезд переименовали в Джанкойский, в котором был образован Ишуньский район, в состав которого включили село, а в 1922 году уезды получили название округов. 11 октября 1923 года, согласно постановлению ВЦИК, в административное деление Крымской АССР были внесены изменения, в результате которых округа были отменены, Ишуньский район упразднён и село вошло в состав Джанкойского района. Согласно Списку населённых пунктов Крымской АССР по Всесоюзной переписи 17 декабря 1926 года, в селе Берды-Булат (молоканский), Ишуньского сельсовета Джанкойского района, числилось 13 дворов, все крестьянские, население составляло 62 человека, из них 45 украинцев и 17 русских. Постановлением ВЦИК от 30 октября 1930 года был восстановлен Ишуньский район и село, вместе с сельсоветом, включили в его состав. Постановлением Центрального исполнительного комитета Крымской АССР от 26 января 1938 года Ишуньский район был ликвидирован и создан Красноперекопский район с центром в поселке Армянск (по другим данным 22 февраля 1937 года). В дальнейшем на картах село (как и два соседних) подписывалось, как Берды-Булат немецкий но, по мнению исследователей, именно это вначале было Берды-Булатом русским. На подробной карте РККА северного Крыма 1941 года в колхозе Красный Октябрь (он же Берды-Булат немецкий) отмечен 41 двор.
С 25 июня 1946 года Берды-Булат в составе Крымской области РСФСР. Указом Президиума Верховного Совета РСФСР от 18 мая 1948 года, село, как Берды-Булат немецкий, переименовали в Берёзовку. 26 апреля 1954 года Крымская область была передана из состава РСФСР в состав УССР Видимо, в послевоенные годы появилось ещё одно село Берёзовка и они стали называться Берёзовка I и Берёзовка II (позже Берёзовку II-ю упразднили), и к 1960 году Берёзовку I переименовали в просто Берёзовку. Время включения в Воинский сельсовет пока не выяснено: на 15 июня 1960 года село уже числилось в его составе. На 1968 год село входило в Братский сельсовет, на 1977 — в Новопавловский, а на карте 1985 года уже обозначено, как развалины.